# Mario Nunes Vais
Mario Nunes Vais (Firenze, 16 giugno 1856 – Firenze, 27 gennaio 1932) è stato un fotografo italiano.

## Biografia
(Benedetto Croce)
Nunes Vais era un uomo colto e raffinato della Firenze di fin de siècle, appartenente ad una famiglia ebraica livornese da poco trapiantata a Firenze. Non fece mai commercio della sua attività che considerava come piacevole hobby e nell'arco di circa quaranta anni realizzò più di sessantamila fotografie. Attento e curioso del mondo che lo circondava riuscì, attraverso le sue fotografie, a riprendere la società del suo tempo, senza limitazioni e sempre spinto da un forte senso artistico.

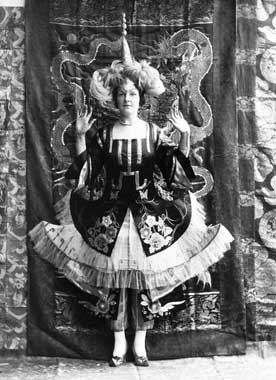
Mario Nunes Vais, Ritratto di Lady Hortense Acton (1914-15)

Egli incontrò una grande varietà di personalità che posarono per lui nella stanza a pian terreno del palazzo in via Borgognissanti o nella sua mansarda di borgo degli Albizi a Firenze. Fu il fotografo preferito di Gabriele D'Annunzio dal 1898 al 1910 e dei maggiori poeti crepuscolari e futuristi. Nel 1913, quando venne organizzata dalla rivista Lacerba la mostra dei pittori futuristi, Nunes Vais li seguì per tutta la giornata fotografandoli da soli o in gruppo e riprendendoli nei luoghi più caratteristici di Firenze.
Marinetti, Carrà, Papini, Boccioni, Palazzeschi e Soffici, scriveranno in quell'occasione: "Gloria al Futurismo volontà + novità + energia + simpatia vivissima per il grande Nunes Vais". Tra i protagonisti della vita italiana da lui ritratti rimangono immortalati, solo per citare alcuni nomi, Benedetto Croce, Giovanni Gentile, Eugenio Montale, Thomas Mann, Giacomo Puccini, Guglielmo Marconi, Edmondo De Amicis, Paola Borboni, Vittorio De Sica.
In una lettera di Giovanni Papini indirizzata all'amico fotografo Mario Nunes Vais si legge: «Dicevano che la fotografia avrebbe ammazzato la pittura. Invece la fotografia, diventando sempre più perfetta, sta salvando la pittura dal momento che questa dev'essere sempre di più la negoziazione di quella - cioè sempre più lontana e diversa dalla cosiddetta realtà che vedono tutti».
Morì pochi anni prima della promulgazione delle famigerate leggi razziali antiebraiche (1938), che lo avrebbero colpito come colpirono tutti gli ebrei d'Europa compresi tanti cittadini di Firenze, tra cui la figlia Laura, che sfuggì alla morte e che nel 1973 donò tutti i materiali all'Istituto centrale per il catalogo e la documentazione.